# Ulf Thuresson
Per Ulf Martin Thuresson, född den 23 maj 1922 i Sundsvall, död den 6 december 2016 i Vänersborg, var en svensk ämbetsman.
Thuresson avlade juris kandidatexamen vid Uppsala universitet 1950 och genomförde tingstjänstgöring 1950–1953. Han var anställd vid Överståthållareämbetet 1953–1965, vid Inrikes- och Kommunikationsdepartementen 1965–1968 samt vid Länsstyrelsen i Örebro län 1968–1970. Thuresson var landssekreterare i Gotlands län 1970–1971 samt länsråd och ställföreträdare för landshövdingen i Gotlands län 1971–1977, i Södermanlands län 1977–1983 och i Göteborgs och Bohus län 1984–1988. Han vilar på Katrinedals kyrkogård i Vänersborg.